# Yigong
Yigong (kinesiska: 易贡, 易贡乡) är en socken i Kina. Den ligger i den autonoma regionen Tibet, i den sydvästra delen av landet, omkring 360 kilometer öster om regionhuvudstaden Lhasa. Antalet invånare är 2 242. Befolkningen består av 1 116 kvinnor och 1 126 män. Barn under 15 år utgör 23,0 %, vuxna 15-64 år 67 %, och äldre över 65 år 8,0 %.
Genomsnittlig årsnederbörd är 912 millimeter. Den regnigaste månaden är juni, med i genomsnitt 197 mm nederbörd, och den torraste är december, med 4 mm nederbörd.